# Do What U Want
Do What U Want – piosenka synthpopowa stworzona na czwarty album studyjny amerykańskiej wokalistki Lady Gagi Artpop (2013). Powstały przy gościnnym udziale amerykańskiego piosenkarza R. Kelly’ego oraz wyprodukowany przez Lady Gagę i DJ-a White Shadow, utwór wydany został jako drugi singel promujący krążek dnia 21 października 2013. Utwór odniósł ogromny sukces komercyjny, stając się numerem 1 w ponad 70 krajach.
Singel został entuzjastycznie przyjęty przez krytyków, którzy chwalili prostotę utworu i wokal Gagi. Dziennikarze muzyczni słowa uznania kierowali także w kierunku produkcji piosenki, inspirowanej muzyką lat osiemdziesiątych. „Do What U Want” odniósł sukces komercyjny, plasując się głównie w Top 20 światowych list przebojów. Objął miejsce 13. notowania Billboard Hot 100, 3. na Canadian Hot 100, a także 9. w zestawieniu UK Singles Chart. Istnieją dwa oficjalne remiksy utworu: jeden w wykonaniu Lady Gagi, R. Kelly’ego i Ricka Rossa, drugi nagrany przez Gagę przy gościnnym współudziale Christiny Aguilery.

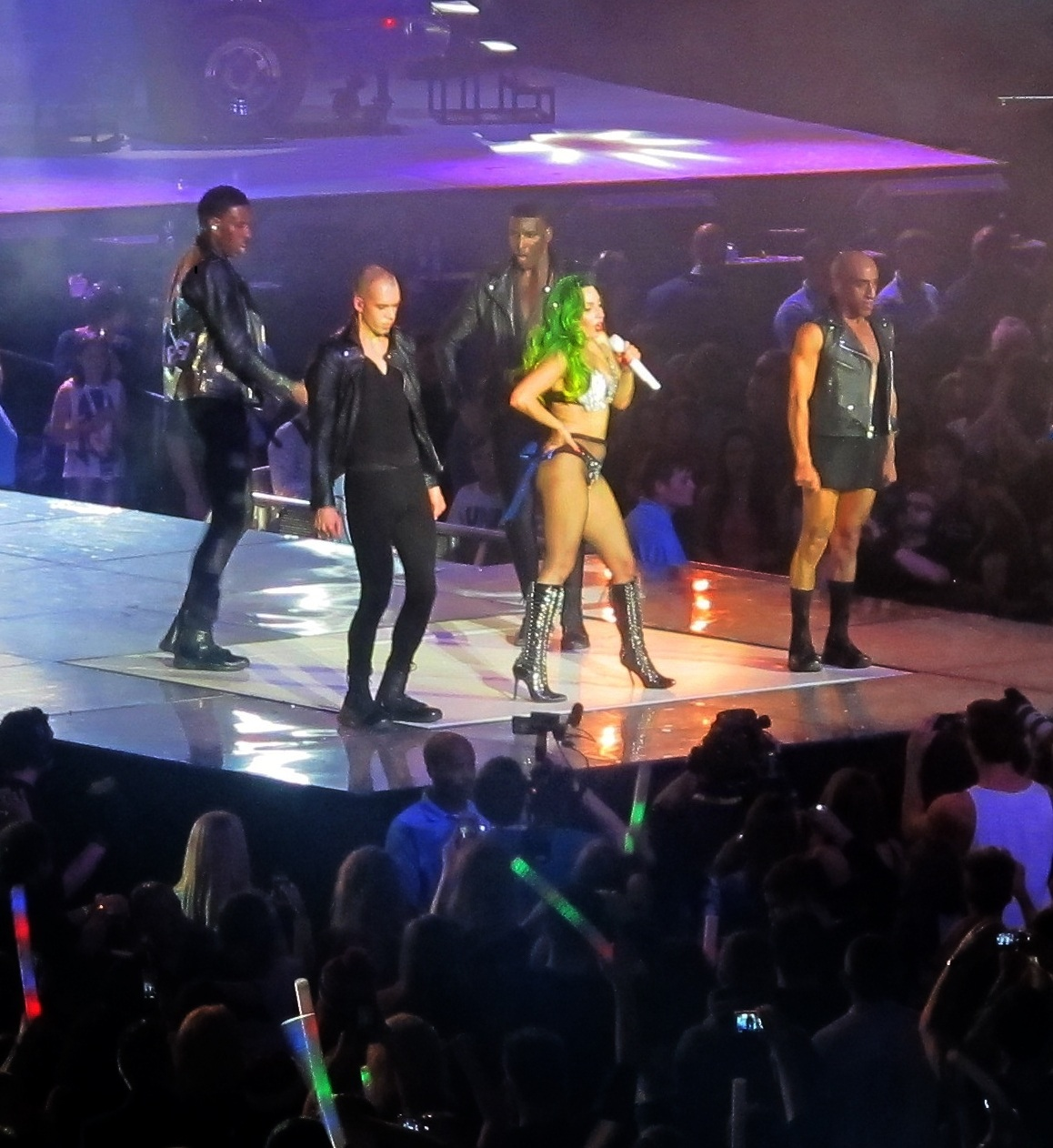
Gaga śpiewając „Do What U Want” podczas Jingle Bell Ball w Londynie 8 grudnia 2013

## Wydanie singla
Piosenka miała być pierwszym singlem promocyjnym z albumu Artpop, lecz z powodu popularności, z jaką spotkała się wśród klientów sklepu online iTunes Store, została wydana jako singel oficjalny, zastępując tym samym utwór „Venus”. Nagranie zdobyło szczyt list przebojów iTunes w ponad siedemdziesięciu krajach świata (również w Polsce).

## Teledysk
4 listopada 2013 roku rozpoczęły się prace nad teledyskiem do „Do What U Want”. Reżyserem teledysku został Terry Richardson. Teledysk nigdy nie ujrzał światła dziennego, ponieważ wytwórnia nie wyraziła zgody na jego publikację.

## Promocja i wykonania koncertowe
Po raz pierwszy piosenka została wykonana w brytyjskim programie X-Factor, razem z utworem „Venus”. Następnie Lady Gaga zaśpiewała ją w programie The Graham Norton Show 30 października. 10 listopada 2013 roku piosenkę wykonano na koncercie artRave. 16 listopada 2013 roku wokalistka poprowadziła program Saturday Night Live i wykonała w nim kilka swoich kompozycji, między innymi „Do What U Want”. 24 listopada wokalistka wykonała „Do What U Want: podczas gali American Music Awards razem z R. Kellym. Singel zaśpiewano też w programie Alan Carr: Chatty Man 6 grudnia 2013 roku. 17 grudnia 2013, wokalistka razem z Christiną Aguilerą wykonała singel w finale amerykańskiego talent show The Voice.

## Remiksy

### DJWS Remix
Alternatywna wersja piosenki, znana pod nazwą „DJWS Remix”, wykonywana jest przez Lady Gagę oraz R. Kelly’ego i Ricka Rossa na featuringu. Remiks wydany został 20 grudnia 2013 roku w formacie digital download. W wywiadzie udzielonym telewizji MTV Ross wyznał, że „nie był gotowy na współpracę z Gagą”. Wersja ta rozpoczynana jest wokalem R. Kelly’ego na tle nowej ścieżki melodyjnej; następnie rapować zaczyna Rick Ross. Remiks zyskały negatywne recenzje krytyków muzycznych, którzy uznali, że jest „niepotrzebny”, „aseksualny” i „brzmi niezręcznie”. Krytykowano także wstawki w wykonaniu Rossa.

### Wersja nagrana z Christiną Aguilerą
Drugi remiks „Do What U Want” powstał w ramach kolaboracji Lady Gagi z Christiną Aguilerą i był następstwem wspólnego występu obu artystek podczas finału piątej edycji talent show NBC The Voice, w którym Aguilera pełniła rolę jurorki/trenera wokalnego. Piosenkę nagrywano w ostatnich dniach grudnia 2013 roku. Jej premiera nastąpiła 1 stycznia 2014 w sprzedaży cyfrowej. Remiks wydano najpierw w Stanach Zjednoczonych, Kanadzie i Meksyku, a następnego dnia, 2 stycznia, w pozostałych regionach świata.
Gdy Lady Gaga otrzymała ofertę występu w finałowym odcinku The Voice, zaproponowała, by na scenie towarzyszyła jej Christina Aguilera. 17 grudnia 2013, po wspólnym wykonaniu „Do What U Want”, Aguilera wyznała, że „darzy Gagę wielkim szacunkiem”, opisała ją także jako „innowacyjną artystkę, niebojącą się ryzyka”. W Wigilię, 24 grudnia, Aguilera udostępniła za pośrednictwem serwisu internetowego Twitter zdjęcie przedstawiające ją w studio nagraniowym. Artystka opatrzyła fotografię komentarzem: „Pracując nad czymś wyjątkowym; życzę wszystkim wesołych świąt! XoXtina”. Remiks nagrywano w rezydencji wokalistki Carly Simon w Martha’s Vineyard, w asyście producenta muzycznego Jimmy’ego Parra. O planach reedycji singla poinformowano po raz pierwszy 31 grudnia; wtedy też oficjalnie potwierdzono, że Gaga zaprosiła do studyjnej kolaboracji Aguilerę. Zdaniem Alexy Camp z wydawnictwa Slant Magazine, wersy wykonywane przez Aguilerę traktują o „miłości obu wykonawczyń do świateł reflektorów oraz oddaniu własnej profesji”. Drugi remiks „Do What U Want” pozostaje w dużej mierze niezmieniony względem oryginału.
Krytycy muzyczni pozytywnie ocenili nagranie. Wielu z nich stwierdziło, że współpraca może okazać pomocna zarówno Lady Gadze, jak i Christinie Aguilerze w osiągnięciu sukcesów komercyjnych. W recenzji dla witryny PopCrush.com Amy Sciarretto doszła do wniosku, że „fakt, iż w remiksie męskie wokale przejmuje kobieta wnosi utwór na wyższy poziom zuchwalstwa”. Sciarretto chwaliła też wykonanie Aguilery, pisząc, że artystka „radzi sobie ze swoimi partiami bez zarzutu”. Alexa Camp wydała opinię, według której w bazowej wersji piosenki Gaga brzmiała zanadto jak Aguilera, w związku z czym podważyła sens współpracy obu wokalistek; zauważyła jednak, że remiks może okazał się hitem, zważywszy na „zakres ostatnich sukcesów wykonawczyni singla 'Dirrty' na listach przebojów, który w całości składał się z duetów”. Melissa Locker (Time) uznała remiks za przebojowy, a Lady Gagę okrzyknęła „łebskim marketingowcem”.

## Listy utworów i formaty singla
Digital download
1. „Do What U Want” feat. R. Kelly – 3:48

Digital download (remix #1)
1. „Do What U Want (DJWS Remix)” (featuring R. Kelly & Rick Ross) – 4:19

Digital download (remix #2)
1. „Do What U Want” (featuring Christina Aguilera) – 4:19

## Pozycje na listach przebojów
| Lista (2013)                              | Najwyższa pozycja |
| ----------------------------------------- | ----------------- |
| Australia (ARIA)                          | 21                |
| Austria (Ö3 Austria Top 40)               | 10                |
| Flandria (Ultratop 50)                    | 15                |
| Wallonia (Ultratop 50)                    | 11                |
| Dania (Tracklisten)                       | 13                |
| Finlandia (Suomen virallinen latauslista) | 2                 |
| Francja (SNEP)                            | 8                 |
| Hiszpania (PROMUSICAE)                    | 2                 |
| Holandia (Single Top 100)                 | 27                |
| Irlandia (IRMA)                           | 9                 |
| Kanada (Canadian Hot 100)                 | 3                 |
| Niemcy (Media Control Charts)             | 14                |
| Nowa Zelandia (Recorded Music NZ)         | 12                |
| Polska (Polska Airplay Top 100)           | 24                |
| USA (Billboardhot100)                     | 13                |
| USA (Billboardpopsongs)                   | 18                |
| Szkocja (Official Charts Company)         | 9                 |
| Szwecja (Sverigetopplistan)               | 4                 |
| Szwajcaria (Schweizer Hitparade)          | 14                |
| UK (Singles Top 100)                      | 9                 |
| Węgry(top10)                              | 1                 |
| Włochy (FIMI)                             | 3                 |

Wersja nagrana z Christiną Aguilerą
| Lista (2014)                           | Najwyższa pozycja |
| -------------------------------------- | ----------------- |
| Finlandia Download (Musiikkituottajat) | 12                |
| Wielka Brytania (Singles Top 100)      | 12                |

## Historia wydania
| Region            | Data                 | Format                                                 | Wytwórnia                      |
| ----------------- | -------------------- | ------------------------------------------------------ | ------------------------------ |
| Stany Zjednoczone | 21 października 2013 | digital download                                       | Streamline, Interscope Records |
| Niemcy            | 22 października 2013 | digital download                                       | Universal Music Group          |
| Wielka Brytania   | 22 października 2013 | digital download                                       | Polydor Records                |
| Australia         | 23 października 2013 | airplay (contemporary hit radio)                       | Universal Music Group          |
| Włochy            | 25 października 2013 | airplay (contemporary hit radio)                       | Universal Music Group          |
| Stany Zjednoczone | 20 grudnia 2013      | digital download – DJWS Remix                          | Streamline, Interscope Records |
| Stany Zjednoczone | 1 stycznia 2014      | digital download – remix z udziałem Christiny Aguilery | Streamline, Interscope Records |